# Maria Narysjkina
Maria Antonovna Narysjkina (ryska: Мария Антоновна Нарышкина, polska: Maria Naryszkina), född 1779, död 1854, var en polsk adelsdam, mätress åt tsar Alexander I av Ryssland från 1799 till 1818.
Dotter till den polske fursten Antoni Stanisław Czetwertyński-Światopełk och 1795 gift med den ryske hovmästaren Dmitrij Lvovitj Narysjkin. Från 1799 hade hon en kärleksrelation med storfurst Alexander, som blev tsar 1801. Förhållandet utspelades med makens godkännande och hon var även omtyckt av Alexanders familj, förutom av Alexanders fru. 
Narysjkina beskrivs som fascinerande och mycket tilldragande och charmfull, med en förmåga att fånga människors uppmärksamhet, och kallades "Nordens Aspasia". År 1803 gjorde hon ett försök att få Alexander att skilja sig och gifta sig med henne, men misslyckades. Hon följde med honom till Wienkongressen 1814. Förhållandet gav då tsaren dålig publicitet. Vid samma tid hade Alexander även en relation med Varvara Turkestanova. År 1818 gick Alexander I med på att avsluta relationen med Narysjkina av religiösa skäl, trots att han fortsatte relationen med Varvara Turkestanova. Han fortsatte dock att omnämna henne som sin verkliga familj.         
Hon hade tre barn : 
- Zenaida Narysjkina (18 maj 1810).
- Sophia Narysjkina (1808 - 18 juni 1824).
- Emanuel Narysjkin (30 juni 1813 - 31 december 1901).

Sophia var hennes barn med Alexander, vilket möjligen även Emanuel, som inte erkändes av maken, var.